# Cranencyrtus sphenoides
Cranencyrtus sphenoides är en stekelart som beskrevs av Gu 2004. Cranencyrtus sphenoides ingår i släktet Cranencyrtus och familjen sköldlussteklar. Inga underarter finns listade i Catalogue of Life.